# Мейманд
Мейманд (на персийски: ميمند‎) е село в провинция Керман, Иран. Намира се в близост до град Шахр-е Бабак.
Мейманд е самостоятелна, полусуха област, разположена в края на долината на южния край на централните планини на Иран. Населението му е предимно от агрономи полу-номади. Те отглеждат животните си в планински пасища и живеят във временни селища през пролетта и есента. През зимните месеци живеят по-надолу по долината в пещерни жилища, изсечени на ръка. Този културен пейзаж е пример за система, която е била по-разпространена в миналото.
Древното село Мейманд в провинция Керман датира от 12 000 години. Много от жителите му живеят в ръчно изкопаните в скалите къщи, някои от които се обитават от 3000 години.
В околностите на Мейманд се намират каменни гравюри, които са на възраст около 10 000 години, а находищата на керамика – на около 6000 години. Те свидетелстват за дългата история на установяването в селото.
Съществуват две теории за произхода на това село. Според първата, селото е построено от група арийски племена, от 800 до 700 г. пр. Хр. и е възможно скалните структури на Мейманд да са построени за религиозни цели. Поклонниците на бог Митра вярват, че Слънцето е непобедимо и поради това считат планините за свещени. Оттам и каменоделците на Мейманд са насочили вярата си в изграждането на жилищата си.
Според втората теория, селото датира от II или III век, като различните племена от южен Керман мигрират в различни посоки. Тези племена са намерили подходящи места за живеене и се заселват в тези райони, изграждайки домовете си, които са развили и приспособили във времето. Наличието на място, известно като крепостта Мейманд, в което са намерени повече от 150 гробници от Сасанидския период, потвърждават тази теория.
През 2005 г. село Мейманд и културният му пейзаж, са включени в Списък на световното културно и природно наследство на ЮНЕСКО.